# Maximilian Rohr
Maximilian Rohr (* 27. Juni 1995 in Bad Friedrichshall) ist ein deutscher Fußballspieler, der bei der SV Elversberg unter Vertrag steht.

## Karriere

### Jugend
Maximilian Rohr stammt aus Heilbronn und begann bei der TSG Heilbronn mit dem Fußball. Anschließend wurde er bis 2011 in der Jugend des Karlsruher SC ausgebildet. In der Saison 2011/12 spielte er für die U17 des FC Astoria Walldorf. 2012 wechselte Rohr zum VfB Eppingen.
Rohr spielte anfangs als Stürmer, wurde wegen seiner Größe von 1,70 Metern aber ins Mittelfeld beordert. Nach einem Wachstumsschub als U19-Spieler ist er 1,95 Meter groß und spielt in der Innenverteidigung.

### Amateurbereich
Nach zwei Jahren in der U19 schaffte Rohr beim VfB Eppingen 2014 den Sprung zu den Aktiven. Dort spielte er zwei Jahre für die erste Mannschaft, mit der er 2016 die Meisterschaft in der Landesliga Rhein-Neckar feierte. Anschließend bewarb er sich per E-Mail beim SSV Reutlingen und wurde eigentlich für die 2. Mannschaft verpflichtet. Schnell setzte er sich aber in der 1. Mannschaft in der Oberliga Baden-Württemberg durch. Nach zwei Jahren wechselte er zum Ligakonkurrenten SGV Freiberg und unterschrieb dort einen Vertrag bis 2021.

### Profibereich
Rohr machte mit starken Leistungen in der Oberliga auf sich aufmerksam, sodass er zur Saison 2019/20 vom FC Carl Zeiss Jena verpflichtet wurde. Beim Drittligisten unterschrieb er seinen ersten Profivertrag bis 2021, mit der Option auf ein weiteres Jahr. Der Innenverteidiger absolvierte 25 Drittligaspiele, in denen er 3 Tore erzielte. Der FC Carl Zeiss Jena stieg jedoch in die Regionalliga Nordost ab. Anschließend gewann man noch den Thüringer Landespokal, womit die Qualifikation für den DFB-Pokal erreicht wurde.
Nach zwei in der Regionalliga Nordost absolvierten Spielen wechselte Rohr Ende September 2020 zum Hamburger SV. Er unterschrieb einen Vertrag bis zum 30. Juni 2022 und war für die zweite Mannschaft, die in der Regionalliga Nord spielte, vorgesehen. Da der Spielbetrieb der Regionalliga Nord aufgrund der COVID-19-Pandemie ab November 2020 nicht mehr fortgeführt werden konnte, absolvierte der Innenverteidiger in der Saison 2020/21 lediglich 3 Regionalligaspiele (alle von Beginn).
Zur Saison 2021/22 rückte Rohr unter dem neuen Cheftrainer Tim Walter in die Profimannschaft auf. Er kam an den ersten 5 Spieltagen stets im defensiven bzw. zentralen Mittelfeld zum Einsatz und stand einmal in der Startelf. Hinzu kam ein Startelfeinsatz in der ersten Runde des DFB-Pokals. Nachdem Rohr am 6. Spieltag nicht berücksichtigt worden war, zog er sich Mitte September 2021 im Training eine komplexe Muskelverletzung im rechten Oberschenkel zu. Im Januar 2022 kehrte der 26-Jährige nach knapp 4 Monaten in das Mannschaftstraining zurück. Walter berief ihn in den folgenden Wochen jedoch noch nicht in das Spieltagsaufgebot. Sein Comeback gab er weitere 2 Monate später am 27. Spieltag als Einwechselspieler. Ende März 2022 wurde sein zum Saisonende auslaufender Vertrag bis zum 30. Juni 2024 verlängert. Bis zum Saisonende blieb Rohr Reservist. Er beendete die Saison mit 9 Zweitligaeinsätzen (2-mal in der Startelf). Der HSV erreichte auf dem 3. Platz die Relegation, scheiterte dort aber an Hertha BSC und verblieb in der Liga. Rohr stand dabei in beiden Spielen im zentralen Mittelfeld in der Startelf.
Zum Beginn der Saison 2022/23 stellte Walter neben Ludovit Reis den Neuzugang László Bénes im 4-3-3-System auf den Achterpositionen auf. Rohr verdrängte Bénes jedoch ab dem 3. Spieltag aus der Startelf und kam bis zum 6. Spieltag auf 5 Einsätze, von denen er 3-mal von Beginn an aufgeboten wurde. Nach der Verpflichtung von Jean-Luc Dompé und der Rückkehr des verletzten Bakery Jatta rückte Sonny Kittel am 6. Spieltag vom Flügel neben Reis in das zentrale Mittelfeld, woraufhin Rohr in diesem Spiel nicht eingesetzt wurde. Zudem kehrte Ende August mit Anssi Suhonen ein weiterer zentraler Mittelfeldspieler nach einer Verletzung zurück. Rohr wechselte daraufhin kurz vor dem Ende der Transferperiode auf eigenen Wunsch bis zum Saisonende auf Leihbasis zum Ligakonkurrenten SC Paderborn 07. Die Paderborner besaßen anschließend eine Kaufoption. Der HSV-Sportvorstand Jonas Boldt kritisierte seine Entscheidung mit den Worten: „Aufgrund der aktuellen Kaderkonstellation haben wir uns dazu entschieden, ihm den Wunsch erfüllen zu können, weil wir gesagt haben, wir brauchen hier am Ende nur Jungs, die auch bereit sind, den Weg hier gemeinsam zu gehen.“ In Paderborn kam Rohr unter Lukas Kwasniok bis zur Winterpause regelmäßig in der Innenverteidigung zum Einsatz. In der zweiten Saisonhälfte pendelte er zwischen der Abwehr und dem defensiven Mittelfeld. Insgesamt lief Rohr in 24 Ligaspielen auf, stand 19-mal in der Startelf und erzielte 3 Tore. Mit seiner Mannschaft belegte er am Saisonende den 6. Platz.
Zur Saison 2023/24 zog der SC Paderborn 07 die Kaufoption, womit Rohr dem Verein erhalten blieb. Nach nur einer weiteren Saison wechselte er jedoch zur SV Elversberg. Im Mai 2025 wurde sein bis 2026 bestehender Vertrag bei der SVE vorzeitig bis Sommer 2028 verlängert.

## Erfolge
- Thüringer Landespokalsieger: 2020